# طعم

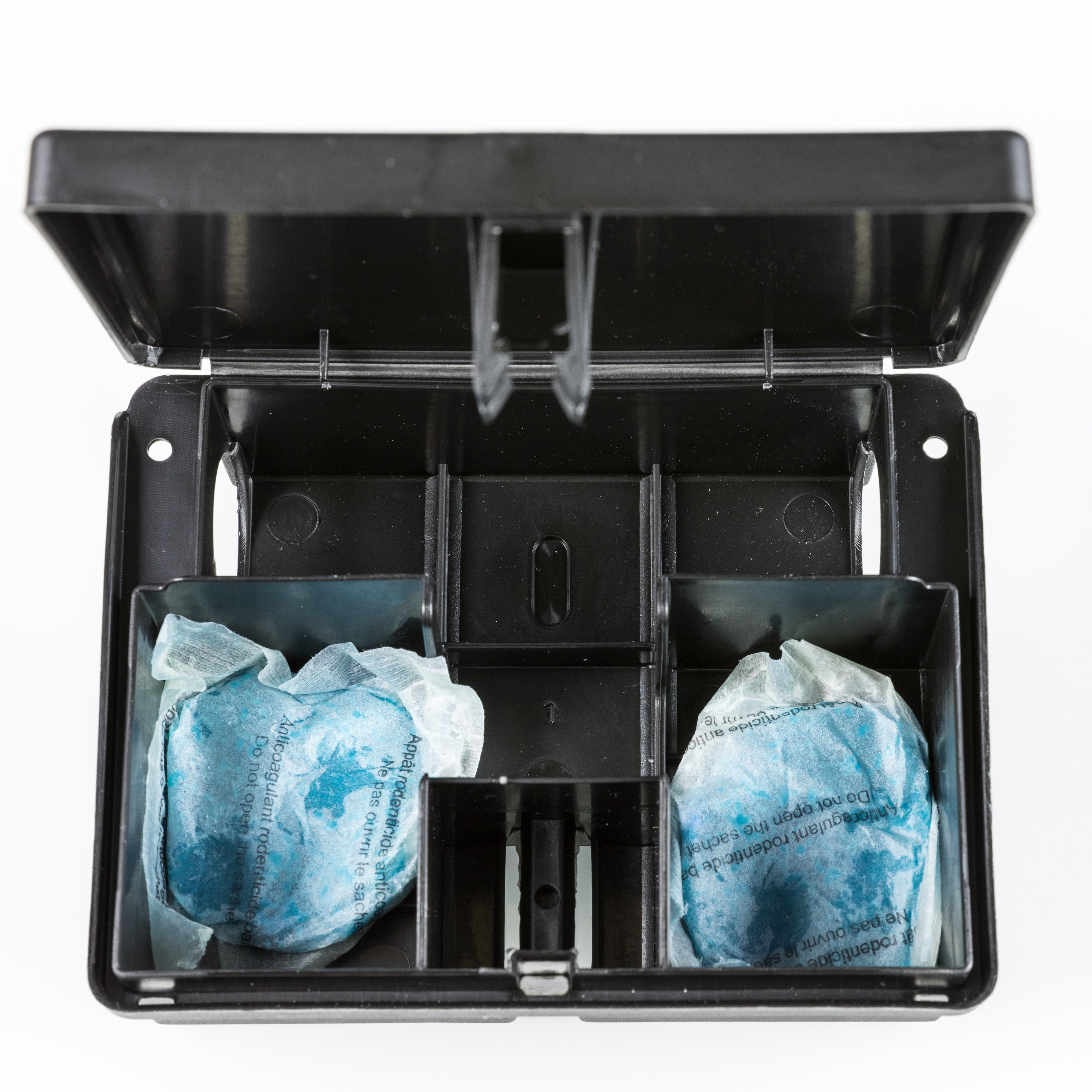
طعم داخل صندوق مخصص لصيد الفئران

الطُّعْم  هو ما يوضع أو يلقى بهدف الإغراء للإيقاع بفريسة. يستخدم مصطلح الطعم في الصيد أو لمكافحة الآفات الحيوانية مثل القوارض، مثلما هو الحال في مصيدة الفئران أو في صيد السمك.
قد يستعمل مصطلح طعم مجازياً لأغراض أخرى، مثل التعبير عن وجود فخ كما هو الحال في المجال العسكري.